# Век Мопассана. Повести и рассказы XIX столетия
«Век Мопасса́на. По́вести и расска́зы XIX столе́тия» (фр. Au siècle de Maupassant: Contes et nouvelles du XIXème siècle) —  16—серийный драматический телесериал—антология, выпущенный в 2009—2010 годах во Франции на телеканале France 2 и являющийся экранизацией известных и малоизвестных произведений французских писателей XIX века.

## Сюжетная композиция сериала
Телесериал—антология, состоящий из 16  серий по 52 минуты каждая, из 4 сезонов (в каждом сезоне по 4 серии).  Каждая серия является экранизацией одного  произведения (романа, рассказа, повести или пьесы) одного из французских писателей и драматургов XIX века, таких, как  Виктор Гюго, Оноре де Бальзак,  Эмиль Золя, Эжен Лабиш, Альфред Делакур, Альфонс Доде, Анатоль Франс, Октав Мирбо, Жюль Ренар, Эмиль Габорио, Гастон Леру, Жип, Эжен Шаветт,  Альфонс Алле, Жорж Фейдо, Жюль Барбе д'Оревильи, Жорж Куртелин. Все серии снимали разные режиссёры — от такого признанного мастера французской режиссуры, как Клод Шаброль, до менее известных или начинающих режиссёров, таких, как, например, Жан-Шарль Таккелла, Филипп Монье,  Дени Мальваль, Лоран Эйнеман, Жерар Журдюи, Жак Сантамария, Оливье Шацки, Жан-Даниэль Верхог, и других. Во всех сериях роли исполняли разные актёры — от таких известных французских актёров, как Матильда Май, Мари-Анн Шазель, Цилла Шелтон, Изабель Нанти, Пьер Ардити, Мишель Дюшоссуа, Филипп Торретон, Ариэль Домбаль, Жюли Депардьё, Эдди Митчелл,  до начинающих или малоизвестных исполнителей, таких, как, например, Мари Кремер,  Мелани Бернье, Франсуаза Гийяр, Рафаэль Персонна, Тьерри Фремон, Тома Шаброль, Самуэль Ле Биан, Мануэль Ле Льевр, и многих других. Сценарий написали режиссёры Жак Сантамария, Жерар Журдюи и Лоран Эйнеман, а также сценаристы Жан Космо, Пьер Леччия, Энн Андрей и Брюно Тардон. Операторы: Брюно Прива и Уильям Ваттерло. Художники: Режи Николино (художник-постановщик), Аньес Негре (художник по костюмам). Экранизации поставлены близко к литературным первоисточникам без вольных отступлений от сюжетов, в сериале воссоздана атмосфера XIX века Франции.

### Первый сезон (2009)
| Дата релиза   | Автор произведения          | Русское название            | Оригинальное название          | Режиссёр           | Основные исполнители                                                          |
| ------------- | --------------------------- | --------------------------- | ------------------------------ | ------------------ | ----------------------------------------------------------------------------- |
| 10 марта 2009 | Эжен Лабиш, Альфред Делакур | «Копилка»                   | «La Cagnotte»                  | Филипп Монье       | Мари-Анн Шазель, Эдди Митчелл, Филипп Шевалье                                 |
| 17 марта 2009 | Жюль Барбе д'Оревильи       | «Криминальное счастье»      | «Le bonheur dans le crime»     | Дени Мальваль      | Мари Кремер, Дидье Бурдон, Грегори Деранжер                                   |
| 24 марта 2009 | Оноре де Бальзак            | «Дом кошки, играющей в мяч» | «La Maison du chat-qui-pelote» | Жан-Даниэль Верхог | Мелани Бернье, Рафаэль Персонна, Франсуаза Гийяр, Марк Боднар, Ариэль Домбаль |
| 31 марта 2009 | Виктор Гюго                 | «Клод Гё»                   | «Claude Gueux»                 | Оливье Шацки       | Самуэль Ле Биан, Тома Шаброль, Робинсон Стевенен, Сандрин Ле Берр             |

### Второй сезон (2009)
| Дата релиза      | Автор произведения | Русское название                                        | Оригинальное название            | Режиссёр       | Основные исполнители                        |
| ---------------- | ------------------ | ------------------------------------------------------- | -------------------------------- | -------------- | ------------------------------------------- |
| 25 сентября 2009 | Эмиль Габорио      | «Старик с улицы Батиньоль» («Батиньольский старикашка») | «Le petit vieux des Batignolles» | Клод Шаброль   | Пьер Ардити, Мануэль Ле Льевр, Изабель Рено |
| 2 октября 2009   | Эмиль Золя         | «За ночь любви»                                         | «Pour une nuit d'amour»          | Жерар Журдюи   | Матильда Май, Тьерри Фремон, Цилла Шелтон   |
| 9 октября 2009   | Жорж Куртелин      | «Бубурош»                                               | «Boubouroche»                    | Лоран Эйнеман  | Жюли Депардьё, Бруно Пуцулу, Роже Дюма      |
| 16 октября 2009  | Альфонс Доде       | «Три малые мессы»                                       | «Les trois messes basses»        | Жак Сантамария | Патрик Боссо, Гийом Карко, Кристиан Бюжо    |

### Третий сезон (2010)
| Дата релиза   | Автор произведения | Русское название       | Оригинальное название   | Режиссёр           | Основные исполнители                          |
| ------------- | ------------------ | ---------------------- | ----------------------- | ------------------ | --------------------------------------------- |
| 24 марта 2010 | Гастон Леру        | «Заколдованное кресло» | «Le fauteuil hanté»     | Клод Шаброль       | Мишель Дюшоссуа, Пьер Вернье                  |
| 24 марта 2010 | Жюль Ренар         | «Прихлебатель»         | «L'écornifleur»         | Жан-Шарль Таккелла | Лоран Стокер, Бруно Тодечини, Мари Бюнель     |
| 31 марта 2010 | Жип                | «Свадьба Шиффон»       | «Le mariage de Chiffon» | Жан-Даниэль Верхог | Криста Тере, Ипполит Жирардо, Кристиана Милле |
| 31 марта 2010 | Октав Мирбо        | «Дворянин»             | «Un gentilhomme»        | Лоран Эйнеман      | Даниэль Руссо, Янник Ренье                    |

### Четвёртый сезон (2010)
| Дата релиза     | Автор произведения | Русское название          | Оригинальное название   | Режиссёр       | Основные исполнители                |
| --------------- | ------------------ | ------------------------- | ----------------------- | -------------- | ----------------------------------- |
| 27 октября 2010 | Эжен Шаветт        | «Любимец консьержа»       | «Aimé de son concierge» | Оливье Шацки   | Роман Боринже, Эрик Каравака        |
| 27 октября 2010 | Жорж Фейдо         | «Слабительное для малыша» | «On purge bébé»         | Жерар Журдюи   | Изабель Нанти, Филипп Торретон      |
| 3 ноября 2010   | Альфонс Алле       | «Дело Блеро»              | «L'affaire Blaireau»    | Жак Сантамария | Кристоф Алевек, Доминик Пиньон      |
| 3 ноября 2010   | Анатоль Франс      | «Кренкебиль»              | «Crainquebille»         | Филипп Монье   | Жан-Франсуа Стевенен, Мартин Ламотт |

## Трансляция по телевидению
- Премьера телесериала состоялась во Франции на телеканале France 2 с 10 марта 2009 года по 3 ноября 2010 года.
- Сериал транслировался по телевидению США и в Латинской Америке на «Евроканале».
- С 12 по 15 июля 2010 года сериал демонстрировался по российскому телеканалу «Культура» с профессиональным переводом и озвучиванием на русский язык.

## Издание на видео
- Во Франции, а также во многих странах, сериал выпущен на DVD.
- В России выпущен на DVD фирмой «Cinema Prestige» 21 апреля 2011 года.